# Ancistrus damasceni
Ancistrus damasceni är en fiskart som först beskrevs av Steindachner, 1907.  Ancistrus damasceni ingår i släktet Ancistrus och familjen Loricariidae. Inga underarter finns listade i Catalogue of Life.